# Cyclanthera jeffreyi
Cyclanthera jeffreyi är en gurkväxtart som beskrevs av R. Lira och I. Rodriguez-arivalo. Cyclanthera jeffreyi ingår i släktet springgurkor, och familjen gurkväxter. Inga underarter finns listade i Catalogue of Life.